# 姬蒂·吉诺维斯遇害案
40°42′33.98″N 73°49′48.76″W / 40.7094389°N 73.8302111°W
1964年3月13日凌晨，28岁的姬蒂·吉诺维斯（英語：Kitty Genovese）在纽约皇后区邱园奥斯汀街公寓楼外遇害身亡，两周后，《纽约时报》发表了一篇文章，声称当时有38名目击者知道发生了杀人事件，但置若罔闻，均未报警或赶去救助。
这一事件引发了人们对旁观者效应的研究，案件本身也成为40年来美国心理学教科书的主要内容。然而，研究人员后来发现《纽约时报》文章中存在重大错误。
有记者在1964年便发现这篇文章与事实不符，但他们当时不愿意质询《纽约时报》编辑A·M·羅森塔爾。2007年，《美国心理学家》的一篇文章发现，“没有证据表明有38名目击者在场，也没有证据表明他们目睹了谋杀或者选择袖手旁观”。2016年，《纽约时报》称自己的报道“有缺陷”，原来的故事“严重夸大了目击者的人数以及他们所知道的事情”。
温斯顿·莫斯利（英語：Winston Moseley），29岁，曼哈顿本地人，于案发六天后入室盗窃时被捕。在押期间，他承认杀害了姬蒂·吉诺维斯。法院裁定莫斯利谋杀罪名成立，判处死刑，后改为无期徒刑。莫斯利于2016年3月28日死于狱中，时年81岁，服刑52年。

## 案情
1964年3月13日凌晨2时30分左右，吉诺维斯离开她工作的酒吧，开着红色菲亚特汽车回家。她在胡佛大街等红绿灯时被温斯顿·莫斯利发现。凌晨3时15分左右，吉诺维斯到家，去公寓楼后面的一条小巷里，把车停在离公寓大门约100英尺（30）的长岛铁路邱园站停车场。吉诺维斯走回公寓时，一路跟踪她回家的莫斯利下车，把车停在奥斯汀街街角公交车站，手持猎刀接近吉诺维斯。
吉诺维斯向公寓楼前跑去，被莫斯利追上，背部被刺了两刀。吉诺维斯尖叫道：“天哪，他捅我！救我！”几个邻居听到了她的叫声，但只有几个人听出她在呼救。其中一人罗伯特·莫泽尔对莫斯利喊道：“别碰那姑娘！”莫斯利跑开了，吉诺维斯慢慢朝公寓楼后门走去，身受重伤，在所有目击者的视线范围之外。
目击者看见莫斯利驾车驶离现场，但十分钟后又回来了。他戴着宽边帽，把脸遮住，找遍了停车场、火车站，又找了一幢公寓大楼，最终找到了吉诺维斯。她此时几乎没有意识，躺在大楼后面的走廊上，一扇锁着的门阻拦了她的去路。莫斯利又捅了吉诺维斯几刀，然后强奸了她，从她身上偷了49美元后逃离现场。犯罪过程持续了大约半个小时，没有人能够看到或者听到。邻居兼密友索菲亚·法勒（Sophia Farrar）不久后发现了她。
最早报警的记录不清楚，也没有得到高度重视；该案发生于纽约市实施911紧急呼叫系统四年前。一位证人说，他的父亲在莫斯利第一次伤害吉诺维斯后报了警，说有一名女性“被殴打，摇摇晃晃站了起来”。最后一次伤害发生后几分钟，另一位证人卡尔·罗斯打电话给两个朋友寻求建议，第二个朋友打电话给第三个朋友，第三个朋友报了警，警察在接到电话后几分钟赶到现场。吉诺维斯于凌晨4时15分被救护车接走，送医途中去世，1964年3月16日葬于康乃狄克州新卡南湖景公墓。